# Boris Pintar
Boris Pintar, slovenski pisatelj, prevajalec in publicist, * 18. marec 1964, Kranj
Pintar je odraščal v Poljanah nad Škofjo Loko. Obiskoval je škofljeloško gimnazijo, na FF v Ljubljani je študiral filozofijo in sociologijo kulture. Na Oddelku za filozofijo je diplomiral leta 1989. Predno je postal samostojni ustvarjalec je delal kot profesor filozofije in sociologije na gimnaziji, vodja gledališkega programa v Cankarjevem domu (1992-1996), piarovec, turistični vodnik. Pintar je član Združenja umetnikov Škofja Loka in Društva slovenskih pisateljev. 

## Opus
Pintar dela občasno kot dramaturg, kritik, esejist, piše stripovske scenarije in dramatizacije. Uporablja psevdonim Gojmir Poljanar. Znan je po romanu Ne ubijaj, imam te rad (1998) in dveh zbirk kratke proze: Družinske parabole (2005) in Atlantis (2008). 
Z Jano Pavlič je izdal esejistično knjigo Kastracijski stroji (2001).  
Za KUD Ivan Tavčar je pripravil več dramatizacij romanov: Osebna legenda, po Paulu Coelhu (1998), z Andrejem Šubicom Šarucova sliva, po Ivanu Tavčarju (izdana v knjigi, 2010). Roman Ne ubijaj, imam te rad, ki je bil uprizorjen v Globalnem gledališču leta 1999. 
Njegovo dopisovanje z Manco Košir je objavljeno v knjigi Drugačna razmerja (2010).